# 石倉町延命地蔵尊
石倉町延命地蔵尊（いしくらまちえんめいじぞうそん）は、富山県富山市にある地蔵菩薩である。いたち川の左岸、泉橋の西詰に延命地蔵堂がある。

## 詳細
1858年4月9日（安政5年2月26日）の飛越地震で大鳶山（おおとんびやま）と小鳶山（ことんびやま）が崩れ、常願寺川が溢れた際、石倉町の晒屋甚九郎（さらしやじんくろう）が、いたち川の底に沈んだ地蔵を引き上げ地蔵堂を建てた。1955年（昭和30年）に再建され供養されている。

## 湧水
近くには湧水があり「石倉町の延命地蔵の水」として知られる。湧水は1986年（昭和61年）に「富山県の名水百選」、2008年（平成20年）に「平成の名水百選」に選ばれ、飲料水や炊飯、コーヒー等に利用する人が多い。